# Isopterygium ambiguum
Isopterygium ambiguum är en bladmossart som beskrevs av Jules Cardot 1911. Isopterygium ambiguum ingår i släktet Isopterygium och familjen Hypnaceae. Inga underarter finns listade i Catalogue of Life.